# Эпидидимит
Эпидидимит (лат. epididymitis) — воспаление придатка семенника, характеризующееся воспалительным процессом, гиперемией, припухлостью и отёчностью в области мошонки.

## Формы
Различают острую и хроническую формы.
В случае несвоевременного лечения к заболеванию эпидидимитом может присоединяться орхит. С последующим развитием эпидидимо-орхита.

## Причины заболевания
К причинам возникновения относят:
- попадание инфекционного агента из мочеиспускательного канала посредством семявыносящих протоков. Заболевание может быть обусловлено такими классами микроорганизмов: бактерии, вирусы, грибы, инфекции, передающиеся половым путём (гонорея, хламидиоз, гарднереллы, трихомонады).
- применение мочеиспускательных катетеров.
- осложнённые формы уретрита и простатита.
- осложнение, возникшее ввиду перенесённого ранее паротита (свинки).
- затруднённое мочеиспускание как причина аденомы.
- осложнение при заболевании туберкулёзом.

## Возрастные вариации
Эпидидимит зачастую наблюдается у мужчин в возрасте от 15 и до 30 лет, а также после 60. Дети болеют редко.

## Симптомы
- наличие крови в сперме
- болезненный отёк мошонки
- лихорадочное состояние
- дискомфорт в нижней части живота или таза
- паховые боли
- мягкие, опухшие области паха на поражённой стороне
- появление кисты (опухоль) в мошонке
- боль во время эякуляции
- боль или жжение во время мочеиспускания
- боль в мошонке, которая усиливается во время дефекации
- выделения из мочеиспускательного канала

## Диагностика
- Общий анализ крови
- Ультразвуковая доплерография мошонки
- Сканирование мошонки (с помощью методов ядерной медицины)
- Тесты на хламидию и гонорею
- Анализ мочи общий и посев мочи на микрофлору (может потребоваться сдать несколько образцов, в том числе начального потока, среднюю порцию, а также после массажа простаты)

## Лечение
Назначают антибиотикотерапию. Лучше всего в ткань придатка и яичко проникают антибиотики группы фторхинолонов, поэтому препаратами выбора будут ципрофлоксацин, моксифлоксацин. Следует, однако, отметить, что FDA, начиная с 2016 года, не рекомендует назначать фторхинолоны для лечения эпидидимита (и ряда других заболеваний) в связи с тем, что «риск серьёзных побочных эффектов, ассоциированных с фторхинолонами, превышает потенциальную пользу от их применения [для данной группы пациентов] в случаях, когда возможно назначение других препаратов». Вместо фторхинолонов, среди прочих, назначают азитромицин, доксициклин, цефиксим (в зависимости от обнаруженных патогенов).
Фторхинолоны активны в отношении хламидий, гонококков, кишечной палочки и других патогенов, вызывающих эпидидимит (гонококки, правда, зачастую устойчивы к этим препаратам). При обнаружении в анализах гонококков назначается цефтриаксон или цефексим. Азитромицин и доксициклин активны в отношении хламидий. При обнаружении трихомонад назначается метронидазол или тинидазол. Но также возможно обнаружение одновременно трихоманад и кишечной палочки, или хламидий и трихомонад, поэтому необходимо назначить два антибиотика одновременно.
При острых болях назначают НПВС. При хроническом эпидидимите показано физиотерапевтическое лечение (УВЧ).

## Осложнения
Осложнения от эпидидимита включают в себя:
- Абсцесс в мошонке
- Хронический эпидидимит
- Свищ (фистула) на коже мошонки
- Омертвление тканей яичек из-за недостатка крови (инфаркт яичек)
- Бесплодие из-за повреждения ткани семенного канатика или аутоиммунных процессов, приводящих к подавлению нормальной секреции яичка
- Рубцевание воспалённых тканей семенного канатика делает невозможным обязательный процесс дозревания сперматозоидов в нём, что ухудшает качество спермы и в тяжёлом случае вызывает бесплодие (при сохранении функции яичка возможно оплодотворение яйцеклеток искусственным методом)
- Распространение одностороннего эпидидимита на другую половину мошонки, двусторонний эпидидимит (значительно чаще оборачивающийся бесплодием)

Из-за анатомической разницы (придаток левого яичка более вытянутый) чаще всего поражается левая сторона мошонки, правая сторона более устойчива.
Стоит отметить, что осложнений легко избежать, если начать лечение без промедлений. Важно сдать необходимые анализы до начала приёма антибиотиков, иначе адекватное лечение будет назначить сложно. Лечение данного заболевания требует контроля со стороны врача-уролога.
Важно: Острая боль в мошонке является признаком необходимости неотложной медицинской помощи. В этом случае выполняется вызов бригады скорой помощи или осмотр врача немедленно. Важно обратиться к врачу-урологу не позднее второго-третьего дня от проявления первых симптомов, хотя заболевание не является тяжёлым и часто не требует постельного режима, из-за важности своевременного лечения относится к категории срочных.

## Профилактика
- Постановка диагноза на ранней стадии позволяет предотвратить развитие осложнений эпидидимита.
- Назначение антибиотиков в предоперационный период
- Практика безопасного секса (половой акт только с одним партнёром за раз, использование презервативов) может помочь предотвратить эпидидимит и передаваемые половым путём заболевания.
- Переохлаждение (локальное ослабление иммунитета) или общее ослабление иммунитета часто приводит к распространению условно-патогенной микрофлоры из нижней трети уретры (мочеиспускательный канал внутри пениса до глубины 5-6 см) выше по мочеточнику. В результате возникают воспалительные заболевания, в первую очередь уретрит. При несвоевременном лечении уретрита инфекция может распространиться на мочевой пузырь (цистит), предстательную железу (простатит), органы мошонки (эпидидимит и орхит) и иногда на почки. В норме микрофлора присутствует только в нижней трети уретры, вся остальная мочеполовая система стерильна, поэтому важно сдать на бакпосев секрет простаты и эякулят с определением чувствительности обнаруженной микрофлоры к антибиотикам, по концентрации (КОЕ/мл) и типам бактерий в анализе врач-уролог может заключить, есть ли у пациента инфекция и назначить адекватное лечение. Не стоит заранее переживать из-за обнаруженной в анализах на бакпосев микрофлоры, бактерии попадают в анализ при прохождении материала анализа через нижнюю треть мочеиспускательного канала, с наружной поверхности головки пениса, рук, поскольку те же бактерии обитают на коже и являются её нормальной микрофлорой, и только при их концентрации порядка 10^5 (сто тысяч) на мл диагностируется заболевание.